# Algernon Paddock
Algernon Paddock (Glens Falls, 1830. november 9. – Beatrice, 1897. október 17.) az Amerikai Egyesült Államok szenátora (Nebraska, 1875–1881 és 1887–1893).